# Episodi di Ein Bayer auf Rügen (sesta stagione)
La sesta stagione della serie televisiva Ein Bayer auf Rügen è stata trasmessa in anteprima in Germania da Sat.1 tra il 26 marzo 1997 e il 26 maggio 1997.
| nº | Titolo originale                   | Titolo italiano | Prima TV Germania | Prima TV Italia |
| -- | ---------------------------------- | --------------- | ----------------- | --------------- |
| 1  | Mit harten Bandagen                | inedito         | 26 marzo 1997     | inedito         |
| 2  | Der Trick                          | inedito         | 2 aprile 1997     | inedito         |
| 3  | Spätes Glück                       | inedito         | 9 aprile 1997     | inedito         |
| 4  | Martha, Martha                     | inedito         | 16 aprile 1997    | inedito         |
| 5  | Kamikaze                           | inedito         | 23 giugno 1997    | inedito         |
| 6  | Kirchenasyl                        | inedito         | 30 aprile 1997    | inedito         |
| 7  | Wer hat Angst vorm schwarzen Mann? | inedito         | 7 maggio 1997     | inedito         |
| 8  | Der Nachfolger                     | inedito         | 10 aprile 2001    | inedito         |
| 9  | Bei Nacht und Nebel                | inedito         | 14 maggio 1997    | inedito         |
| 10 | Hochzeit mit Hindernissen          | inedito         | 26 maggio 1997    | inedito         |